# Mike Salmon
Michael „Mike” Salmon, właśc. Peter Michael Salmon (ur. 12 października 1933 w Lozannie, zm. 13 stycznia 2016) – brytyjski kierowca wyścigowy.

## Życiorys
Salmon rozpoczął międzynarodową karierę w wyścigach samochodowych w 1962 roku od startu w klasie GT +3.0 24-godzinnego wyścigu Le Mans, którego nie ukończył, a w klasyfikacji klasy był trzeci. Rok później odniósł zwycięstwo w klasie P +3.0, a w klasyfikacji generalnej uplasował się na piątej pozycji.  W późniejszych latach Brytyjczyk pojawiał się także w stawce British Saloon Car Championship, World Championship for Drivers and Makes, FIA World Endurance Championship, European Endurance Championship oraz Goodwood Revival Sussex Trophy.